# Mùa bão Tây Bắc Thái Bình Dương 2013
Mùa bão Tây Bắc Thái Bình Dương 2013 là một sự kiện mà theo đó các xoáy thuận nhiệt đới hình thành ở vùng phía tây bắc của Thái Bình Dương. Mùa bão sẽ kéo dài trong suốt năm 2013 với phần lớn các cơn bão hình thành từ tháng 5 đến tháng 11. Bài viết này chỉ đề cập đến các cơn bão hình thành trong phạm vi của Thái Bình Dương ở Bắc Bán Cầu và từ kinh tuyến 100 đến 180 độ. Trong khu vực tây bắc Thái Bình Dương, có 2 cơ quan khí tượng hoạt động độc lập nhau, nên một cơn bão có thể có 2 tên gọi khác nhau. JMA sẽ đặt tên cho một cơn bão khi sức gió duy trì trong vòng 10 phút đạt ít nhất 65 km/h, (40 mph) bất kỳ nơi đây trong vùng đã đề cập trên. Trong Khi đó, PAGASA sẽ đặt tên cho một cơn bão khi nó hình thành từ một áp thấp nhiệt đới trong phạm vi giám sát của họ giữa 135°Đ và 115°Đ và giữa 5°B-25°B thậm chí JMA đã đặt tên cho nó. Các áp thấp nhiệt đới được JTWC theo dõi và đặt tên có ký tự "W" phía trước một con số.

## Các cơn bão

### Bão Sonamu (Auring) - Bão số 1
Cấp bão (Việt Nam): cấp 9 ~ cấp 10 - bão nhiệt đới dữ dội.
Cấp bão (Nhật Bản): 50 hải lý / 1 giờ - bão nhiệt đới dữ dội. Áp suất:990 mbar (hPa).
Cấp bão (Hoa Kỳ): 45 hải lý / 1 giờ - bão nhiệt đới.

### Áp thấp nhiệt đới Bising
Cấp bão (Việt Nam): cấp 6 ~ cấp 7 - áp thấp nhiệt đới.
Cấp bão (Nhật Bản): 30 hải lý / 1 giờ - áp thấp nhiệt đới. Áp suất:1002 mbar (hPa).
Cấp bão (Hoa Kỳ): không cảnh báo.

### Bão Shanshan (Crising)
Cấp bão (Việt Nam): cấp 7 - áp thấp nhiệt đới.
Cấp bão (Nhật Bản): 35 hải lý / 1 giờ - bão nhiệt đới. Áp suất:1002 mbar (hPa).
Cấp bão (Hoa Kỳ): 30 hải lý / 1 giờ - áp thấp nhiệt đới.

### Bão Yagi (Dante)
Cấp bão (Việt Nam): cấp 9 - bão nhiệt đới.
Cấp bão (Nhật Bản): 45 hải lý / 1 giờ - bão nhiệt đới. Áp suất:990 mbar (hPa).
Cấp bão (Hoa Kỳ): 55 hải lý / 1 giờ - bão nhiệt đới.

### Bão Leepi (Emong)
Cấp bão (Việt Nam): cấp 8 ~ cấp 9 - bão nhiệt đới.
Cấp bão (Nhật Bản): 40 hải lý / 1 giờ - bão nhiệt đới. Áp suất:994 mbar (hPa).
Cấp bão (Hoa Kỳ): 35 hải lý / 1 giờ - bão nhiệt đới.

### Bão Bebinca (Fabian) (Bão số 2)
Cấp bão (Việt Nam): cấp 8 - bão nhiệt đới.
Cấp bão (Nhật Bản): 40 hải lý / 1 giờ - bão nhiệt đới. Áp suất:990 mbar (hPa).
Cấp bão (Hoa Kỳ): 35 hải lý / 1 giờ - bão nhiệt đới.

### Bão Rumbia (Gorio) (Bão số 3)
Cấp bão (Việt Nam): cấp 10 - bão nhiệt đới dữ dội.
Cấp bão (Nhật Bản): 50 hải lý / 1 giờ - bão nhiệt đới dữ dội. Áp suất:985 mbar (hPa).
Cấp bão (Hoa Kỳ): 65 hải lý / 1 giờ - bão cuồng phong cấp 1.

### Bão Soulik (Huaning)
Cấp bão (Việt Nam): cấp 15 ~ cấp 16 - bão cuồng phong.
Cấp bão (Nhật Bản): 100 hải lý / 1 giờ - bão cuồng phong. Áp suất:925 mbar (hPa).
Cấp bão (Hoa Kỳ): 125 hải lý / 1 giờ - bão cuồng phong cấp 4.

### Bão Cimaron (Isang) (Bão số 4)
Cấp bão (Việt Nam): cấp 8 - bão nhiệt đới.
Cấp bão (Nhật Bản): 40 hải lý / 1 giờ - bão nhiệt đới. Áp suất:1000 mbar (hPa).
Cấp bão (Hoa Kỳ): 40 hải lý / 1 giờ - bão nhiệt đới.

### Bão Jebi (Jolina) (Bão số 5)
Cấp bão (Việt Nam): cấp 10 ~ cấp 11 - bão nhiệt đới dữ dội.
Cấp bão (Nhật Bản): 55 hải lý / 1 giờ - bão nhiệt đới dữ dội. Áp suất:985 mbar (hPa).
Cấp bão (Hoa Kỳ): 60 hải lý / 1 giờ - bão nhiệt đới.

### Bão Mangkhut (Kiko) (Bão số 6)
Cấp bão (Việt Nam): cấp 8 - bão nhiệt đới.
Cấp bão (Nhật Bản): 40 hải lý / 1 giờ - bão nhiệt đới. Áp suất:992 mbar (hPa).
Cấp bão (Hoa Kỳ): 40 hải lý / 1 giờ - bão nhiệt đới.

### Bão Utor (Labuyo) (Bão số 7)
Cấp bão (Việt Nam): cấp 16 - bão cuồng phong.
Cấp bão (Nhật Bản): 105 hải lý / 1 giờ - bão cuồng phong. Áp suất:925 mbar (hPa).
Cấp bão (Hoa Kỳ): 130 hải lý / 1 giờ - siêu bão cấp 4.

### Bão Trami (Maring)
Cấp bão (Việt Nam): cấp 12 ~ cấp 13 - bão cuồng phong.
Cấp bão (Nhật Bản): 60 hải lý / 1 giờ - bão nhiệt đới dữ dội. Áp suất:965 mbar (hPa).
Cấp bão (Hoa Kỳ): 75 hải lý / 1 giờ - bão cuồng phong cấp 1.

### Áp thấp nhiệt đới 13W
Cấp bão (Việt Nam): cấp 6 ~ cấp 7 - áp thấp nhiệt đới.
Cấp bão (Nhật Bản): 30 hải lý / 1 giờ - áp thấp nhiệt đới. Áp suất:996 mbar (hPa).
Cấp bão (Hoa Kỳ): 25 hải lý / 1 giờ - áp thấp nhiệt đới.

### Bão Pewa
Cấp bão (Việt Nam): cấp 10 ~ cấp 11 - bão nhiệt đới dữ dội.
Cấp bão (Nhật Bản): 55 hải lý / 1 giờ - bão nhiệt đới dữ dội. Áp suất:990 mbar (hPa).
Cấp bão (Hoa Kỳ): 65 hải lý / 1 giờ - bão cuồng phong cấp 1.

### Bão Unala
Cấp bão (Việt Nam): cấp 8 - bão nhiệt đới.
Cấp bão (Nhật Bản): 35 hải lý / 1 giờ - bão nhiệt đới. Áp suất:1004 mbar (hPa).
Cấp bão (Hoa Kỳ): 30 hải lý / 1 giờ - áp thấp nhiệt đới.

### Áp thấp nhiệt đới 03C
Cấp bão (Việt Nam): cấp 6 - áp thấp nhiệt đới.
Cấp bão (Nhật Bản): 25 hải lý / 1 giờ - áp thấp nhiệt đới. Áp suất:1008 mbar (hPa).
Cấp bão (Hoa Kỳ): 25 hải lý / 1 giờ - áp thấp nhiệt đới.

### Bão Kong-rey (Nando)
Cấp bão (Việt Nam): cấp 10 ~ cấp 11 - bão nhiệt đới.
Cấp bão (Nhật Bản): 55 hải lý / 1 giờ - bão nhiệt đới dữ dội. Áp suất:980 mbar (hPa).
Cấp bão (Hoa Kỳ): 55 hải lý / 1 giờ - bão nhiệt đới.

### Bão Yutu
Cấp bão (Việt Nam): cấp 8 - bão nhiệt đới.
Cấp bão (Nhật Bản): 35 hải lý / 1 giờ - bão nhiệt đới. Áp suất:990 mbar (hPa).
Cấp bão (Hoa Kỳ): áp thấp cận nhiệt đới.

### Bão Toraji
Cấp bão (Việt Nam): cấp 10 - bão nhiệt đới dữ dội.
Cấp bão (Nhật Bản): 50 hải lý / 1 giờ - bão nhiệt đới dữ dội. Áp suất:985 mbar (hPa).
Cấp bão (Hoa Kỳ): 50 hải lý / 1 giờ - bão nhiệt đới.

### Bão Man-yi
Cấp bão (Việt Nam): cấp 12 ~ cấp 13 - bão cuồng phong.
Cấp bão (Nhật Bản): 65 hải lý / 1 giờ - bão cuồng phong. Áp suất:960 mbar (hPa).
Cấp bão (Hoa Kỳ): 60 hải lý / 1 giờ - bão nhiệt đới.

### Bão Usagi (Odette) (Bão số 9)
Cấp bão (Việt Nam): cấp 16 - bão cuồng phong.
Cấp bão (Nhật Bản): 110 hải lý / 1 giờ - bão cuồng phong. Áp suất:910 mbar (hPa).
Cấp bão (Hoa Kỳ): 135 hải lý / 1 giờ - siêu bão cấp 4.

### Áp thấp nhiệt đới 18W (Bão số 8)
Cấp bão (Việt Nam): cấp 8 - bão nhiệt đới.
Cấp bão (Nhật Bản): 30 hải lý / 1 giờ - áp thấp nhiệt đới. Áp suất:996 mbar (hPa).
Cấp bão (Hoa Kỳ): 30 hải lý / 1 giờ - áp thấp nhiệt đới.
- Việt Nam công nhận hệ thống là bão nhiệt đới, gọi là bão số 8 năm 2013.

- Bão số 8 làm 27 người chết tại Việt Nam.[1]

### Bão Pabuk
Cấp bão (Việt Nam): cấp 12 - bão nhiệt đới dữ dội.
Cấp bão (Nhật Bản): 60 hải lý / 1 giờ - bão nhiệt đới dữ dội. Áp suất:970 mbar (hPa).
Cấp bão (Hoa Kỳ): 90 hải lý / 1 giờ - bão cuồng phong cấp 2.

### Bão Wutip (Paolo) (Bão số 10)
Cấp bão (Việt Nam): cấp 13 - bão cuồng phong.
Cấp bão (Nhật Bản): 65 hải lý / 1 giờ - bão cuồng phong. Áp suất:966 mbar (hPa).
Cấp bão (Hoa Kỳ): 100 hải lý / 1 giờ - bão cuồng phong cấp 3.
- Bão Wutip đổ bộ gây gió mạnh cấp 11-12 giật cấp 13-14 tại vùng gần tâm bão.

### Bão Sepat
Cấp bão (Việt Nam): cấp 8-9 - bão nhiệt đới.
Cấp bão (Nhật Bản): 40 hải lý / 1 giờ - bão nhiệt đới. Áp suất:992 mbar (hPa).
Cấp bão (Hoa Kỳ): 35 hải lý / 1 giờ - bão nhiệt đới.

### Bão Fitow (Quedan)
Cấp bão (Việt Nam): cấp 13 - bão cuồng phong.
Cấp bão (Nhật Bản): 75 hải lý / 1 giờ - bão cuồng phong. Áp suất:964 mbar (hPa).
Cấp bão (Hoa Kỳ): 90 hải lý / 1 giờ - bão cuồng phong cấp 2.

### Bão Danas (Ramil)
Cấp bão (Việt Nam): cấp 15 ~ cấp 16 - bão cuồng phong.
Cấp bão (Nhật Bản): 90 hải lý / 1 giờ - bão cuồng phong. Áp suất:935 mbar (hPa).
Cấp bão (Hoa Kỳ): 125 hải lý / 1 giờ - bão cuồng phong cấp 4

### Bão Nari (Santi) (Bão số 11)
Cấp bão (Việt Nam): cấp 13 - bão cuồng phong.
Cấp bão (Nhật Bản): 75 hải lý / 1 giờ - bão cuồng phong. Áp suất:965 mbar (hPa).
Cấp bão (Hoa Kỳ): 105 hải lý / 1 giờ - bão cuồng phong cấp 3.
- Bão Nari đổ bộ với gió giật cấp 11-12.

### Bão Wipha (Tino)
Cấp bão (Việt Nam): cấp 14 ~ cấp 15 - bão cuồng phong.
Cấp bão (Nhật Bản): 90 hải lý / 1 giờ - bão cuồng phong. Áp suất:930 mbar (hPa).
Cấp bão (Hoa Kỳ): 115 hải lý / 1 giờ - bão cuồng phong cấp 4.

### Bão Francisco (Urduja)
Cấp bão (Việt Nam): cấp 16 ~ cấp 17 - bão cuồng phong.
Cấp bão (Nhật Bản): 105 hải lý / 1 giờ - bão cuồng phong. Áp suất:920 mbar (hPa).
Cấp bão (Hoa Kỳ): 140 hải lý / 1 giờ - Siêu bão cấp 5.

### Áp thấp nhiệt đới 27W
Cấp bão (Việt Nam): cấp 6 ~ cấp 7 - áp thấp nhiệt đới.
Cấp bão (Nhật Bản): 30 hải lý / 1 giờ - áp thấp nhiệt đới. Áp suất:1002 mbar (hPa).
Cấp bão (Hoa Kỳ): 25 hải lý / 1 giờ - áp thấp nhiệt đới.

### Bão Lekima
Cấp bão (Việt Nam): cấp 17 - siêu bão.
Cấp bão (Nhật Bản): 115 hải lý / 1 giờ - bão cuồng phong. Áp suất:905 mbar (hPa).
Cấp bão (Hoa Kỳ): 145 hải lý / 1 giờ - siêu bão cấp 5.
Vào sáng sớm ngày 19 tháng 10, Cơ quan Khí tượng Nhật Bản (JMA) đã báo cáo về một áp thấp nhiệt đới đang phát triển trên khu vực có độ đứt gió theo chiều thẳng đứng mạnh, cách Pohnpei khoảng 730 km (455 dặm) về phía Đông Bắc. Trong ngày hôm đó, khi mà hệ thống di chuyển chậm về phía Tây, phân kỳ gió trên tầng cao đã giúp bù đắp cho độ đứt gió không phù hợp và làm tăng cường đối lưu xung quanh. Với việc đối lưu tăng lên cùng hoàn lưu mực thấp được củng cố, Trung tâm Cảnh báo Bão Liên hợp (JTWC) đã ban hành "Cảnh báo về sự hình thành của xoáy thuận nhiệt đới" vào cuối ngày. Sang ngày 20, hệ thống tiếp tục phát triển khi nó di chuyển quanh rìa phía ngoài của áp cao cận nhiệt. Và đến cuối ngày JTWC đã ban hành những thông báo về hệ thống và họ chỉ định nó là áp thấp nhiệt đới 22W, trước khi JMA đặt tên cho hệ thống là Lekima vào thời điểm 1800 UTC khi họ nhận định nó đã phát triển thành một cơn bão nhiệt đới. Vào sáng sớm ngày 21, JMA nâng cấp Lekima lên thành bão nhiệt đới dữ dội. Mặc dù một rãnh thấp yếu ở phía Đông cơn bão gây ra một sự tác động, nhưng dòng thổi ra mạnh mẽ ở phần phía Đông và Nam đã giúp duy trì đối lưu. Đến cuối ngày hôm đó, JTWC nâng cấp Lekima lên thành bão cuồng phong.
Sau khi JMA nâng cấp Lekima lên thành bão cuồng phong vào sáng sớm ngày 22, hệ thống bắt đầu trải qua quá trình tăng cường độ nhanh chóng, phát triển ra một mắt bão sắc nét cùng thành mắt bão đối xứng và cải thiện hơn nữa những dải đối lưu sâu. Đến cuối ngày, JTWC nâng cấp Lekima lên thành siêu bão cấp 5, khi mà một xoáy nghịch cung cấp đôi kênh dòng thổi ra rất thuận lợi. Sang sáng sớm ngày 23, JMA thông báo Lekima đạt đỉnh với vận tốc gió duy trì 10 phút tối đa 115 knot (130 dặm/giờ; 215 km/giờ) cùng áp suất khí quyển 905 hPa (26,72 inHg). Kể từ đó, cơn bão đã duy trì cường độ tối đa trong hơn một ngày, với một con mắt rộng sắc nét bao quanh bởi thành mắt bão dày đặc đối lưu. Tuy nhiên, những hình ảnh sóng ngắn tích hợp biến đổi tại CIMSS (MIMIC) mô tả rằng Lekima đã trải qua một chu trình thay thế thành mắt bão vào cuối ngày 23 và hoàn thành chu trình này một ngày sau.
Khi Lekima bắt đầu tiếp cận đới gió Tây ở vĩ độ trung và độ đứt gió mạnh hơn, JMA báo cáo cơn bão bắt đầu duy yếu chậm vào buổi trưa ngày 24 trên vùng biển phía Bắc quần đảo Bắc Mariana, nhưng JTWC phân tích rằng Lekima đã suy yếu từ sớm hơn. Dữ liệu theo dõi chuẩn xác nhất của JTWC chỉ ra Lekima đã suy yếu thành bão cuồng phong vào buổi trưa. Vào ngày 25, khi Lekima nằm trên khu vực phía Tây quần đảo Ogasawara, nó đã vượt qua rìa phía Tây của áp cao cận nhiệt và sẵn sàng tăng tốc về phía Đông Bắc. Trong khi đó, tuy xoáy nghịch vẫn tiếp tục cung cấp dòng thổi ra tỏa tròn thuận lợi, nhưng đối lưu ngày một trở nên giảm cấp. Vào buổi chiều, Lekima bắt đầu trải qua quá trình chuyển đổi thành xoáy thuận ngoại nhiệt đới; do đó cấu trúc thành mắt bão biến mất nhưng nó vẫn duy trì được những dải mây cong chặt chẽ bao bọc lấy một trung tâm được xác định rõ.

Sang sáng sớm ngày 26, tâm hoàn lưu mực thấp của Lekima trở nên bị lộ ra một phần, vị trí ở rìa phía Tây của đối lưu sâu. JMA sau đó mô tả một front nóng đã hình thành trên phần phía Đông cơn bão, còn JTWC thì ban hành một cảnh báo cuối cùng về hệ thống. Đến trưa, Lekima hoàn tất quá trình chuyển đổi trên vùng biển phía Đông Nhật Bản và suy yếu thành một vùng thấp. Sau khi vượt đường đổi ngày quốc tế trong ngày 28, hệ thống cuối cùng bị hấp thụ bởi một vùng thấp đang phát triển khác vào ngày 30 tháng 10.

### Bão Krosa (Vinta) (Bão số 12)
Cấp bão (Việt Nam): cấp 13 ~ cấp 14 - bão cuồng phong.
Cấp bão (Nhật Bản): 80 hải lý / 1 giờ - bão cuồng phong. Áp suất:970 mbar (hPa).
Cấp bão (Hoa Kỳ): 100 hải lý / 1 giờ - bão cuồng phong cấp 3.

### Áp thấp nhiệt đới 30W (Wilma) (Bão số 13)
Cấp bão (Việt Nam): cấp 8 - bão nhiệt đới.
Cấp bão (Nhật Bản): 30 hải lý / 1 giờ - áp thấp nhiệt đới. Áp suất:1006 mbar (hPa). [(25 hải lý / 1 giờ - áp thấp) theo cấp bão (IMD - Cục Khí tượng Ấn Độ). Áp suất:1003 mbar (hPa)].
Cấp bão (Hoa Kỳ): 35 hải lý / 1 giờ - bão nhiệt đới.
- Áp thấp nhiệt đới này được công nhận là vùng áp suất thấp có đường đi dài nhất thế giới năm 2013.

### Bão Haiyan (Yolanda) (Bão số 14)
Cấp bão (Việt Nam): trên cấp 17 - siêu bão.
Cấp bão (Nhật Bản): 125 hải lý / 1 giờ - bão cuồng phong. Áp suất:895 mbar (hPa).
Cấp bão (Hoa Kỳ): 170 hải lý / 1 giờ - Siêu bão cấp 5.

### Bão Podul (Zoraida) (Bão số 15)
Cấp bão (Việt Nam): cấp 8 - bão nhiệt đới.
Cấp bão (Nhật Bản): 35 hải lý / 1 giờ - bão nhiệt đới. P:1000 mbar (hPa).
Cấp bão (Hoa Kỳ): 30 hải lý / 1 giờ - áp thấp nhiệt đới.

### Áp thấp nhiệt đới Lehar
Cấp bão (Việt Nam): dưới cấp 6 - vùng áp thấp.
Cấp bão (Nhật Bản): 25 hải lý / 1 giờ - áp thấp nhiệt đới. Áp suất:1004 mbar (hPa) [(75 hải lý / 1 giờ - bão xoáy rất cuồng nộ) theo cấp bão (IMD - Cục Khí tượng Ấn Độ). Áp suất:982 mbar (hPa)].
Cấp bão (Hoa Kỳ): <20 hải lý / 1 giờ - vùng đối lưu nhiệt đới mức trung bình.[(75 hải lý / 1 giờ - bão xoáy nhiệt đới dữ dội cấp 1) tại Bắc Ấn Độ Dương].

### Áp thấp nhiệt đới 33W
Cấp bão (Việt Nam): cấp 6 - áp thấp nhiệt đới.
Cấp bão (Nhật Bản): 25 hải lý / 1 giờ - áp thấp nhiệt đới. Áp suất:1006 mbar (hPa)
Cấp bão (Hoa Kỳ): 30 hải lý / 1 giờ - áp thấp nhiệt đới.

## Tên gọi của bão

### Tên quốc tế
Các xoáy thuận nhiệt đới được đặt tên theo danh sách bên dưới do Trung tâm khí tượng khu vực chuyên biệt ở Tokyo, Nhật Bản, khi một xoáy thuận đạt đến độ mạnh của bão. Các tên gọi do các thành viên của ESCAP/WMO Typhoon Committee đề xuất. Mỗi nước trong số 14 nước và vùng lãnh thổ thành viên đưa ra 10 tên gọi, được sử dụng theo thứ tự ABC, bằng tên tiếng Anh của quốc gia đó. Sau đây là các tên gọi đã đặt cho các cơn bão năm 2013.
| - Sonamu (1301) - Shanshan (1302) - Yagi (1303) - Leepi (1304) - Bebinca (1305) - Rumbia (1306) | - Soulik (1307) - Cimaron (1308) - Jebi (1309) - Mangkhut (1310) - Utor (1311) - Trami (1312) | - Kong-rey (1315) - Yutu (1316) - Toraji (1317) - Man-yi (1318) - Usagi (1319) - Pabuk (1320) | - Wutip (1321) - Sepat (1322) - Fitow (1323) - Danas (1324) - Nari (1325) - Wipha (1326) | - Francisco (1327) - Lekima (1328) - Krosa (1329) - Haiyan (1330) - Podul (1331) |

Hai cơn bão Pewa và Unala cùng với áp thấp nhiệt đới 03C hình thành từ vùng trung tâm Thái Bình Dương di chuyển sang và đã vượt qua kinh tuyến 180 vào khu vực Tây Bắc Thái Bình Dương nên được JMA gán cho 2 ký hiệu 1313 và 1314 và là 2 cơn bão chính thức thứ 13 và 14 của mùa bão.

### Số hiệu cơn bão tại Việt Nam
Ở Việt Nam một cơn bão được đặt số hiệu khi nó đi vào vùng thuộc phạm vi theo dõi của Trung tâm Dự báo Khí tượng Thủy văn Trung ương Quốc gia được xác định trên biển Đông phía Tây kinh tuyến 120 độ kinh Đông và phía bắc vĩ tuyến 10 độ vĩ Bắc. Số hiệu của bão được đặt theo số thứ tự xuất hiện của nó trong năm ví dụ: Bão số 1, bão số 2,...
Dưới đây là các cơn bão đã được Trung tâm Dự báo Khí tượng Thủy văn Trung ương Quốc gia Việt Nam đặt số hiệu trong năm 2013: (kèm vùng đổ bộ)
| - Bão số 1 (Sonamu) (đổ bộ Malaysia) - Bão số 2 (Bebinca) (đổ bộ Thái Bình) - Bão số 3 (Rumbia) (đổ bộ Nam Trung Quốc) - Bão số 4 (Cimaron) (đổ bộ Nam Trung Quốc) - Bão số 5 (Jebi) (đổ bộ Quảng Ninh) - Bão số 6 (Mangkhut) (đổ bộ Bắc Thanh Hóa) - Bão số 7 (Utor) (đổ bộ Nam Trung Quốc) - Bão số 8 (Áp thấp nhiệt đới 18W) (đổ bộ Quảng Nam) - Bão số 9 (Usagi) (đổ bộ Nam Trung Quốc) - Bão số 10 (Wutip) (đổ bộ Quảng Bình) - Bão số 11 (Nari) (đổ bộ Quảng Nam) - Bão số 12 (Krosa) (tan ngoài khơi Thừa Thiên Huế- Quảng Ngãi) - Bão số 13 (Áp thấp nhiệt đới Wilma) (đổ bộ Ninh Thuận) - Bão số 14 (Haiyan) (đổ bộ Quảng Ninh) - Bão số 15 (Podul) (đổ bộ Khánh Hòa) Lưu ý: cơn bão Shanshan chỉ được nước ta tính là ATNĐ trên biển Đông. |

### Tên địa phương của Philippine

Khi một xoáy thuận nhiệt đới đi vào khu vực PAGASA theo dõi sẽ được đặt tên bằng danh sách tên bão riêng của họ

Cơ quan Pagasa sử dụng chương trình đặt tên riêng của mình cho cơn bão nhiệt đới trong khu vực theo dõi của họ. Pagasa đặt tên cho áp thấp nhiệt đới đã hình thành trong khu vực theo dõi của mình và bất kỳ cơn bão nhiệt đới có thể di chuyển vào khu vực theo dõi của họ. Nên danh sách các tên trong năm đó bị sử dụng hết, tên sẽ được lấy từ một danh sách phụ trợ, các bão đầu tiên được xuất bản mỗi năm trước khi mùa bão bắt đầu. Tên còn lập lại (chưa bị khai tử) từ danh sách này sẽ được sử dụng một lần nữa trong mùa bão năm 2017. Đây là danh sách tương tự được sử dụng trong mùa bão 2009, với ngoại lệ có Fabian, Odette và Paolo  thay thế các tên Feria, Ondoy và Pepeng tương ứng. Tên mà chưa được sử dụng hay sẽ sử dụng được đánh dấu  màu xám (chưa sử dụng). Tên Fabian, Odette và Paolo là lần đầu tiên được sử dụng trong năm nay. 
| - Auring (1301) - Bising - Crising (1302) - Dante (1303) - Emong (1304) | - Fabian (1305) - Gorio (1306) - Huaning (1307) - Isang (1308) - Jolina (1309) | - Kiko (1310) - Labuyo (1311) - Maring (1312) - Nando (1315) - Odette (1319) | - Paolo (1321) - Quedan (1323) - Ramil (1324) - Santi (1325) - Tino (1326) | - Urduja (1327) - Vinta (1329) - Wilma (30W) - Yolanda (1330) - Zoraida (1331) |

Danh sách phụ trợ

| - Alamid (chưa sử dụng) - Bruno (chưa sử dụng) | - Conching (chưa sử dụng) - Dolor (chưa sử dụng) | - Ernie (chưa sử dụng) - Florante (chưa sử dụng) | - Gerardo (chưa sử dụng) - Hernan (chưa sử dụng) | - Isko (chưa sử dụng) - Jerome (chưa sử dụng) |